# 케빗
케빗(KeBit)은 2016년 8월, 리우 올림픽 이후 처음 소개되었던 KBS 2TV의 마스코트로 지금도 사용하고 있다. 케빗은 'KBS의 빛'을 뜻하며, 지구 위로 내려온 우주 생명체이다.

## 같이 보기
- 빛